# Love Me (film fra 1918)
 For alternative betydninger, se Love Me. (Se også artikler, som begynder med Love Me)
Love Me er en amerikansk stumfilm fra 1918 af Roy William Neill.

## Medvirkende
- Dorothy Dalton - Maida Madison
- Jack Holt - Gordon Appleby
- William Conklin - Rupert Fenton
- Dorcas Matthews
- Melbourne MacDowell - Grant Appleby
- Elinor Hancock - Appleby
- Robert McKim - Mortimer Appleby